# Herbert Hriberschek Ágústsson
Herbert Hriberschek Ágústsson (* 8. August 1926 in Mürzzuschlag, Österreich; † 20. Juni 2017 in Garðabær, Island) war ein isländischer Komponist und Hornist beim Symphonieorchester Islands.
Nach seinem Studium in Graz bei Franz Mixa und Arthur Michl, das er 1944 beendete, spielte er sieben Jahre lang Horn beim Symphonieorchester Graz.
1952 übersiedelte Herbert Hriberschek Ágústsson nach Island. Dort spielte er bis 1995 erstes Horn beim Symphonieorchester Islands.
Er schuf mehrere Werke, unter anderem Concerto Breve (1965) und Athvarf (1974). Für sein eigenes Instrument komponierte er 1965 das Konzert für Horn und Orchester.
Er war verheiratet und hatte zwei Kinder.